# Proteoconcha edwardsi
Proteoconcha edwardsi is een mosselkreeftjessoort uit de familie van de Trachyleberididae. De wetenschappelijke naam van de soort is voor het eerst geldig gepubliceerd in 1969 door Plusquellec & Sandberg.